# A Legyőzhetetlen (regény)
A Legyőzhetetlen (Niezwyciężony) Stanisław Lem 1964-ben megjelent sci-fi regénye, mely Magyarországon először a Móra Ferenc Könyvkiadó Kozmosz Könyvek sorozatában jelent meg 1967-ben.

## Történet
|  | Alább a cselekmény részletei következnek! |

- Fekete eső

A Legyőzhetetlen fotonmeghajtású, másodosztályú űrcirkáló hosszú út után a Lant csillagkép egyik vörös napjához érkezett, majd leszállt a Regis III. bolygón. Az óriási űrjármű 83 főnyi csapata a hat éve itt elveszett Kondor űrhajót és annak 80 főnyi legénységét kereste. A veszélyesnek egyáltalán nem tűnő bolygón Horpach parancsnok minden biztonsági óvintézkedést megtett, majd a bolygókutatók megkezdték munkájukat. Az űrhajó környékének talajából ásványmintákat vettek, és a közeli tenger élőlényeit vizsgálták. A műholdak fényképfelvételeket készítettek a légkörből, de az elveszett Kondort egyelőre nem találták. A fotóelemzések közben egy városra bukkantak, így a Legyőzhetetlen elhagyta első bázisát, és a feltételezett város közelébe repült.
- Romok között

Az űrhajó 5–6 km-re a várostól szállt le. Miután robotokkal kiépítették a harmadfokú biztonsági övezetet, egy antianyagvetővel felszerelt kutatócsoport indult el a romok vizsgálatára. Rohán navigátor vezette a felderítőket, akik megállapították, hogy a település kihalt, nem emberléptékű. A hihetetlenül régi viaszlépszerű építményeken se ajtó, se ablak, anyaguk wolfram- és nikkelötvözet. 11 km hosszan járták be a „roncsokat”, amíg egy óceánhoz nem értek, közben helyzetképeket sugároztak a Legyőzhetetlennek. Ezután váratlan hír érkezett: 300 km-re egy másik kutatócsapat megtalálta a Kondort.
- A Kondor

De Vries felderítő robotjai bukkantak rá véletlenül a keresett űrhajóra. Rohán csoportját a helyszínre vezényelték, akik a látszólag érintetlen Kondorhoz érve a homokban csontvázakat találtak, tárgyak összevisszaságát figyelhették meg. Közelebb érve a Kondor – gyémánttal is alig megkarcolható – titán-molibdén páncéllemezén milliónyi apró lyukat észleltek. Odabent az űrhajóban óriási káoszt tapasztaltak, mumifikálódott holttesteket láttak, a hibernátorban egy megfagyott embert találtak. Egy speciális készülékkel megnézték a halott férfi utolsó emlékképét, hangélményét. A fedélzeti naplóban olvasható 4 bejegyzés arra utalt, hogy nem sokkal az űrhajó földet érése után történhetett az egyelőre megmagyarázhatatlan tragédia. A napló beszámolt a Kondor által is felfedezett romvárosról és ismeretlen, furcsa „legyek”ről. Az orvosok megállapítása szerint valamilyen tömeges őrület miatt pusztulhattak el az űrhajósok, nem erőszakos halállal haltak meg. A parancsnok utasítása szerint 3 csoportban folytatták a kutatást: az első csoport a roncsokat, a második a Kondort, a harmadik a sivatag belsejét vizsgálta.
- Az első

A következő éjszaka riadóra ébredtek, de csak viharos szél és esőzés „támadta” a védelmező erőteret. Rohán szerint a rejtély megoldása a város fémpiramisaiban keresendő. Útnak is indult az embereivel, de hamarosan azonnali visszatérésre szólították fel őket. A sivatagi csoport egyik tagja önkívületi állapotban tért haza, a társai csak egy hordágyra kötözve tudták visszahozni a Legyőzhetetlenhez. A csoport vezetőjének beszámolója szerint a sivatag mélyén barlangokat fedeztek fel. Az egyik föld alatti járatban egy kb. 300 000 éves fém automatára akadtak. Míg ezt tanulmányozták, Kertelen tovább ment, és eltűnt. Hamarosan a keresésére indultak, és amnéziás, sokkos állapotban leltek rá. A szerencsétlen felderítő vizsgálata közben kiderült, hogy mágneses ütés következtében veszíthette el az emlékezetét. Ezen az estén is riadó hangja verte fel az űrhajósokat álmunkból. Szikrázó fémrészecske eső zúdult a Legyőzhetetlenre, de az erőterük megvédte őket. Amikor megpróbálták befogni a részecskék egy apró részét a jelenség abbamaradt, eltávozott a közelükből.
- A felhő

Egy hét eltelte után sem volt újabb eredmény. Kertelen ismét beszélni tanult, úgy gagyogott, mint egy kisgyermek. Regnar és Gallagher csoportjai újabb felderítő útra indultak. A szakértők megállapították a leletekből, hogy 100 millió évvel ezelőtt a bolygón egy nova-robbanás következményeként kipusztultak az állatok és a növények. Azután újraindult a fejlődés, de emlősök megjelenése nélkül, majd 90 millió éve egy gyengébb robbanás következett, végül 6-8 millió éve nincsenek szárazföldi leletek, csak fémiszapra bukkantak. Az egyik lelőhelyen 22 méter mélyen vas-oxidos, korróziómarta mikroszkopikus méretű gépezetek maradványait találták. A Legyőzhetetlen leszállását követő 19 napon egy sötét felhő érkezett vihar kíséretében az űrhajó közelébe. Fémcseppecskék jelentek meg a homokban, a hajóra vittek belőlük néhányat, és elemezték a maradványokat. Később vasvegyülettelepek vizsgálata miatt 170 km-re északkeletre távozott Regnar 22 tagú expedíciója. Velük azonban egy idő után megszakadt a kapcsolat, ezért a parancsnok két felderítő repülőgépet rendelt ki föléjük. A repülők közül az alacsonyabban szálló egy fekete hatalmas fémfelhővel – milliárdnyi remegő vasból álló szénfekete kristállyal – találkozott. Amikor vészhelyzetbe került, a másik repülő a segítségére sietett, bevetették minden fegyverüket, de mindkét gép hamarosan nyomtalanul eltűnt. A Regnár-csapat négy tagjának is nyoma veszett, és 18-an ugyanolyan magatehetetlen állapotba kerültek, mint Kertelen. Rohán kapta azt a feladatot, hogy bőségesen felfegyverzett embereivel egy szuperkopter segítségével közelítsék meg a kráter környékét, és derítsék ki, mi történt az ottaniakkal.
- Lauda elmélete

Lauda biológus felkereste az asztrogátort a kabinjában, és elmondta neki, hogy szerinte egy ösztönös, de kérlelhetetlen ellenséggel állnak szemben. Abból indult ki, hogy az óceánban rábukkantak a szerves életre, míg a szárazföldön nem, ott 5 millió éve kihalt minden élőlény: a növények és az állatok egyaránt. Feltételezte, hogy több millió éve egy rakéta járhatott a Regis III. bolygón, és a nova régiójából érkező asztronautákat baleset érhette. A legénység pusztulása után a sértetlen javítórobotok, gépek konfliktusba kerülhettek az őshonos gyíkszerű hüllőkkel. Ennek következtében kiirthatták a szárazföldi élő szervezeteket, élettelen fejlődés jött létre, a gépi berendezések evolúciója. A gépezetek egymással is harcba keveredtek, a miniatürizálódott, telepekbe szerveződő apró műrovarok győzedelmeskedtek. A romváros valójában korrodálódó, halott fémerdő: a vesztes géptelepek fémszövedéke. Az embereket és gépeiket megtámadó fekete felhő minirobotok laza rajaiból állt, akik ha a változás a létüket fenyegette, összekapcsolódtak, hogy védekezzenek, támadjanak. Horpach parancsnok ezután a többi szakértőt is hívatta, akik többsége egyetértett Laudával. Rohán csapatának nagy része megkezdte a kráter átkutatását, hat géppel leereszkedtek a sziklaszorosba. Heten maradtak – Gaarb vezetésével – a táborban. Hat óra elteltével egyedül – sárosan, véresen – Rohán jutott ki egy kétéltű felderítőgéppel a mély kürtőből.
- Rohán csoportja

Rohánék 4 ember után kutattak, akik a gépnövényekkel borított kráterben bolyongtak. Először sűrű növésű rozsdás fémbozótokat láttak, majd barlangok mellett vitt az útjuk. Itt Rohán felvett a földről egy maréknyi háromszögű kristályt, és a zsebébe tette. Lejjebb már épek voltak a drótfonatú cserjék, a bokrok felett fekete gubancfoszlányok (rovarok rajai) látszódtak. A szűkülő sziklakapunál egy pillanatra meg kellett szakítaniuk a védő erőteret, ekkor támadták meg őket a „legyek”. Villámgyorsan körbevették a gépeket, az emberek többsége ettől megijedt és menekülni próbált, de a fekete lángok őket is körülnyaldosták. A férfiak öntudatlan, tehetetlen bábokká váltak, csak álldogáltak, üldögéltek, ám egyikük lövöldözni kezdett. Az őrült Jargot is megölte, Rohán nem tehetett mást, lelőtte a ön- és közveszélyes társat. A Legyőzhetetlen megérkezésének 27. napján a legénység felét már ártalmatlanná tette a bolygó.
- Kudarc

Horpach az űrhajót Rohánék közelébe parancsolta, hogy az öntudatlan embereket kimenthessék. Felvetődött a kérdés: hogyan tovább? Mindenesetre megvizsgálták a Rohán által hozott fémbogarakat. További példányokra is szükség lett, így útjára bocsátottak a Ciklopszot, a legfélelmetesebb fegyverüket. A Ciklopsz egy 80 tonnás, 8 méter hosszú, 4 méter átmérőjű önjáró gépóriás volt, atomhajtóművel, keramit-vanádium páncélzattal, antianyagvetővel, önmagát védő erőtérrel, automatikus irányítórendszerrel. Miközben a gépóriás akadálytalanul haladt a célja felé, egy – az űrhajóról fellőtt – szonda figyelte a ténykedését. Amikor a Ciklopsz a célterületet elérte, és egy nyaláb cserjét kiszakított a helyéről, akkor egy fekete felhő megtámadta. A felhőlavina nem okozott kárt a gépben, de egy idő múlva a Ciklopsz az antianyagvetőjét is használni kényszerült. A sziklák lávává olvadtak, új és újabb felhők érkeztek a kráter mélyéről, a titáni felhőáradat elől egy idő múlva a Ciklopsz menekülni kényszerült a tűzörvényből. Sőt megzavarodott, lelőtte a szondát (majd még négyet), és a parancs ellenére a Legyőzhetetlen felé közelített. Már csak 10 km-re járt, amikor irányt váltott, és elhagyta az övezetet.
- A hosszú éjszaka

Ezen az éjszakán Rohán körbejárta az űrhajót, ahol különböző embercsoportok beszélgetését hallgatta. A fő kérdés: a menni vagy maradni volt. A tudósok egy része arról tanácskozott, hogyan lehetne megsemmisíteni a mikrogépeket. Ötletként felvetődött, hogy jelentős mennyiségű fogoly példányon mutációt kellene létrehozni, de úgy, hogy azoknak gyenge pontja is legyen. Így két felhőagy jönne létre, amely harcolna egymás ellen. A mutánsok győznének, de az Achilles-sarok végezne velük is. A Ciklopsz támadása miatti riadó véget vetett az eszmecseréknek. Herpach parancsnok hatalmas válaszcsapással kénytelen volt a saját gépét megsemmisíteni, mert az irányíthatatlanná vált, komoly veszélyforrássá vált a Legyőzhetetlenre és az emberekre.
- A beszélgetés

Horpach parancsnok magához hívta Rohánt, és rábízta a döntést, hogy a továbbiakban mi történjen az űrhajóval. Rohán végiggondolta, hogy a parancsnok nem viheti vissza a földi bázisra a hajót úgy, hogy négy emberét a sorsára hagyta a Regisen. Bár nem valószínű, hogy Regnar és három társa túlélték a Ciklopsz és a felhők küzdelmét, de bizonyosság nélkül a vád felmerülhet. A legénység észnél maradt része azonnal menni szeretett volna, de azt az íratlan szabályt egyikük sem feledte: „Hogy mindent el lehet veszteni, de a legénységnek – élve vagy halva – a fedélzeten kell lennie”. Rohán még azt is elvállalta, hogy a Sax doktor által készített fejvédővel (villamos álcával a felhő ellen) megkeresi a négy magatehetetlen nyomorultat, és visszahozza őket a Legyőzhetetlenre.
- A Legyőzhetetlen

Három távirányítású terepjáró indult az elveszettek keresésére. A harmadikban kapott helyet Rohán, akit egy szonda is figyelt a magasból. Az első két terepjárót hamarosan felhők támadták meg, A navigátor azonban szerencsésen megúszta, a legyek nem figyeltek fel rá. A 60 km-es útból 39-et sikerült megtennie, amikor a járműve elakadt, innen gyalog folytatta az útját. Hosszú ereszkedés után egy emberalakot vélt látni, de később kiderült, hogy csak egy arktánt látott, egy ember alakú robotot, mely sérülten vánszorgott a sziklák között. Egy felhőgomoly Rohánt is megvizsgálta, de az álca jól működött, a mikrorobotok nem bántották. A navigátor az üregek átkutatás közben három torz halottra – köztük Regnarra is – talált. Lejárt a kutatásra szánt ideje, éppen hazaindult, amikor két felhő egymásba olvadásának volt a szemtanúja. Az összeolvadt felhők egy hatalmas tükörképet formáztak: Rohán saját arcára ismert a látomásban. A hátralévő utat kínkeservek közepette tette meg, de visszatalált a Legyőzhetetlenhez.
Nem minden és nem mindenütt a miénk...
|  | Itt a vége a cselekmény részletezésének! |

## A mesterséges intelligencia
Ez volt az egyik első regény, amely felvetette azt az ötletet, hogy évmilliók során kifejlődhet az értelmes élet szervetlen változata is. A nem élő anyag evolúciója nyomán létrejövő mikro-robotok (mai kifejezéssel: nanorobotok)  mesterséges intelligenciaként viselkedhetnek.
A Regis III. sivatagjában létező rovarszerű robotok jelentős akadályt jelentettek az emberiség diadalmas katonai és űrtechnológiájának. A több millió éves evolúció nyomán kifejlődő géplegyek rajai képessé váltak legyőzni minden ellenfelet. Rohán navigátor megkérdőjelezte az emberiség helyét ezen a bolygón, úgy vélte, hogy az univerzum nem minden része az emberi fajé.

## Szereplők
- Rohán – navigátor
- Horpach – asztrogátor, az expedíció parancsnoka
- Ballminn – a bolygókutatók parancsnoka
- Blank – fedélzetmester
- Sax – idegfizikus
- Kronotos – főkibernetikus
- Tomman – fizikus
- Nygren – orvos
- Stormont – orvos
- Fitzpatrik – biológus
- Hagesup – biológus
- Lauda – biológus
- Ganong – mérnök
- Petersen – mérnök
- Jazon – nukleonszakértő
- De Vries – felderítő
- Gaarb – felderítő
- Gallagher – felderítő
- Kertelen – felderítő
- Regnar – felderítő

## Megjelenések

### Magyarul
- A "Legyőzhetetlen". Fantasztikus regény; ford. Szabó Győző, ill. Hegedüs István; Zrínyi Ny., Bp., 1967 (Kozmosz könyvek)
- MetaGalaktika 5. – A Legyőzhetetlen (Móra Ferenc Könyvkiadó, Budapest, 1983, 5-123. oldal, HU ISSN 0209-9934, fordította: Szabó Győző)
- A legyőzhetetlen; ford. Szabó Győző; Sierra, Bp., 1992 (Világsiker) ISBN 9632345746
- Stanislaw Lem teljes science fiction univerzuma I. (Szukits Könyvkiadó, 2005, 688 oldal, ISBN 9789634970675)

### Lengyel nyelven
- MON, Warszawa, 1964, 1965
- Iskry, Warszawa, 1982
- Interart, Warszawa, 1995
- Nowa, Warszawa, 1995
- Świat Książki, Warszawa, 1997

### Angol nyelven
- Seabury Press, New York, 1973
- Ace Books, New York, 1973, 1975
- Seabury Press, 1973
- Seabury Press, 1976
- Penguin Books, 1976
- Penguin Books, 1982

## Fordítás
- Ez a szócikk részben vagy egészben  a   The Invincible című angol Wikipédia-szócikk ezen változatának fordításán alapul.  Az eredeti cikk szerkesztőit annak laptörténete sorolja fel. Ez a jelzés csupán a megfogalmazás eredetét és a szerzői jogokat jelzi, nem szolgál a cikkben szereplő információk forrásmegjelöléseként.